# Luis Malo Cobaya
Luis Malo Cobaya (Caloto, Cauca, Colombia; 17 de julio de 1966) es un exfutbolista colombiano. Jugó de portero y su último equipo fue el Envigado F. C. de la Categoría Primera C colombiana.

## Clubes
| Club             | País     | Año         |
| ---------------- | -------- | ----------- |
| Deportivo Cali   | Colombia | 1991 - 1992 |
| Deportivo Pasto  | Colombia | 2000        |
| Deportivo Cali   | Colombia | 2001 - 2003 |
| Deportes Tolima  | Colombia | 2003        |
| Deportivo Cali   | Colombia | 2004 - 2006 |
| Atlético Huila   | Colombia | 2007        |
| Deportivo Cali   | Colombia | 2008        |
| Cúcuta Deportivo | Colombia | 2009        |
| Envigado F. C.   | Colombia | 2010 - 2014 |